# Landskampsvisan
Landskampsvisan, skriven av Rudolf "Putte" Kock och John Botvid, är en fotbollslåt som var kampsång för Sveriges herrlandslag i fotboll år 1952. Sången spelades in av Kalle Svensson, medan Rudolf "Putte" Kock spelade piano på skivinspelningen, och låten var B-sida till "Vår i november" .
Sången innehåller bland annat referenser till Sveriges fotbollsframgångar i slutet av 1940-talet och början av 1950-talet. Bland annat sjungs det om OS-guldet 1948, VM-bronset 1950 och OS-bronset 1952.

### Fotnoter
1. ↑  Information i Svensk mediedatabas.